# Cristinești
Cristinești is een Roemeense gemeente in het district Botoșani.
Cristinești telt 3796 inwoners.